# Вініта-Парк (Міссурі)
Вініта-Парк (англ. Vinita Park) — місто (англ. city) в США, в окрузі Сент-Луїс штату Міссурі. Населення — 1970 осіб (2020).

## Географія
Вініта-Парк розташована за координатами 38°41′21″ пн. ш. 90°20′24″ зх. д. / 38.68917° пн. ш. 90.34000° зх. д. (38.689102, -90.340018).  За даними Бюро перепису населення США в 2010 році місто мало площу 1,87 км², уся площа — суходіл.

## Демографія
Згідно з переписом 2010 року, у місті мешкало 1880 осіб у 761 домогосподарстві у складі 496 родин. Густота населення становила 1007 осіб/км².  Було 849 помешкань (455/км²).
Расовий склад населення:
| - 64,9 % — чорних або афроамериканців - 30,1 % — білих - 0,5 % — корінних американців - 0,2 % — азіатів - 2,0 % — осіб інших рас |

До двох чи більше рас належало 2,2 %. Частка іспаномовних становила 4,7 % від усіх жителів.
За віковим діапазоном населення розподілялося таким чином: 24,6 % — особи молодші 18 років, 65,6 % — особи у віці 18—64 років, 9,8 % — особи у віці 65 років та старші. Медіана віку мешканця становила 33,6 року. На 100 осіб жіночої статі у місті припадало 94,6 чоловіків;  на 100 жінок у віці від 18 років та старших — 90,2 чоловіків також старших 18 років.
Середній дохід на одне домашнє господарство  становив 40 927 доларів США (медіана — 31 178), а середній дохід на одну сім'ю — 46 481 долар (медіана — 36 190). Медіана доходів становила 30 625 доларів для чоловіків та 31 210 доларів для жінок. За межею бідності перебувало 32,0 % осіб, у тому числі 57,8 % дітей у віці до 18 років та 9,7 % осіб у віці 65 років та старших.
Цивільне працевлаштоване населення становило 869 осіб. Основні галузі зайнятості: освіта, охорона здоров'я та соціальна допомога — 29,7 %, мистецтво, розваги та відпочинок — 13,6 %, роздрібна торгівля — 12,4 %, виробництво — 11,5 %.